# The Story of Woo Viet
Pour plus de détails, voir Fiche technique et Distribution.
The Story of Woo Viet (en chinois : 胡越的故事 ; pinyin : Hú yuè de gùshì ; cantonais Jyutping : Wu4 Jyut6 Dik1 Gu3 Si6) est un film hongkongais réalisé par Ann Hui, sorti en 1981.

## Synopsis
Wu Yuet, un immigré vietnamien, arrive à Hong Kong où il doit retrouver une amie, Li Lap-quan. Il entame alors une vie précaire de clandestin et décide d'émigrer clandestinement aux États-Unis avec une jeune femme qu'il a rencontrée. Sa fuite tourne au drame lorsque cette dernière est enlevée en chemin par un proxénète philippin. Woo Viet se tourne alors vers un destin de tueur à gages.

## Fiche technique
- Titre : The Story of Woo Viet
- Titre original : chinois : 胡越的故事 ; pinyin : Hú yuè de gùshì ; cantonais Jyutping : Wu4 Jyut6 Dik1 Gu3 Si6
- Réalisation : Ann Hui
- Scénario : Alfred Cheung
- Pays d'origine : Hong Kong
- Format : Couleurs - 1,85:1 - Mono - 35 mm
- Genre : Drame, action
- Durée : 90 minutes
- Date de sortie : 1981

## Distribution
- Chow Yun-fat : Wu Yuet
- Cora Miao : Li Lap-quan
- Lo Lieh : Sarm
- Cherie Chung : Shum Ching
- Dave Brodett : Migual
- Chen Tao-chieh
- Homer Cheung
- Piao Chin
- Chung Chun-ying
- Ramon D'Salva
- Fung Yun-chuen
- Rasauro Gotaco
- Lam Ying-fat
- Greg Lozano
- Ben Makalalay : Ricardo
- Josie Schumaker
- Fanny Serrano
- Chin Tang Tang
- Ken Tong